# Vismia
Vismia é um género botânico pertencente à família Hypericaceae.

## Espécies
Formado por 97 espécies:
| - Vismia acuminata - Vismia affinis - Vismia alternifolia - Vismia amazonica - Vismia angusta - Vismia angustifolia - Vismia arborescens - Vismia baccifera - Vismia bemerguii - Vismia billbergiana - Vismia brasiliensis - Vismia buchtienii - Vismia calvescens - Vismia camparaguey - Vismia caparosa - Vismia cauliflora - Vismia cavalcantii - Vismia cavanillesiana - Vismia cayennensis - Vismia cearensis - Vismia cochinchinensis - Vismia confertiflora - Vismia cordata - Vismia corymbosa - Vismia crassa - Vismia cuatrecasasii - Vismia cuspidata - Vismia dealbata - Vismia decipiens - Vismia falcata - Vismia ferruginea - Vismia floribunda - Vismia frondosa | - Vismia glabra - Vismia glaziovii - Vismia gracilis - Vismia guaramirangae - Vismia guianensis - Vismia guineensis - Vismia guttifera - Vismia hamanii - Vismia hilairii - Vismia japurensis - Vismia jefensis - Vismia jelskii - Vismia laccifera - Vismia lanceolata - Vismia lasiantha - Vismia lateriflora - Vismia latifolia - Vismia latisepala - Vismia laurentii - Vismia laurifolia - Vismia lauriformis - Vismia laevis - Vismia laxiflora - Vismia lehmannii - Vismia leonensis - Vismia lindeniana - Vismia longifolia - Vismia macrophylla - Vismia magnoliaefolia - Vismia mandurr - Vismia martiana - Vismia mexicana | - Vismia micrantha - Vismia minutiflora - Vismia obtusa - Vismia orientalis - Vismia panamensis - Vismia parviflora - Vismia pauciflora - Vismia pentagyna - Vismia petiolata - Vismia plicatifolia - Vismia pozuzoensis - Vismia ramuliflora - Vismia reichardtiana - Vismia reticulata - Vismia rubescens - Vismia rufa - Vismia rufescens - Vismia rusbyi - Vismia sandwithii - Vismia schultesii - Vismia sellowiana - Vismia sessilifolia - Vismia sieberiana - Vismia sprucei - Vismia steyermarkii - Vismia subcuneata - Vismia tenuinerva - Vismia tenuinervia - Vismia tomentosa - Vismia torrei - Vismia urceolata - Vismia viridiflora |

## Nome e referências
Vismia  Vand.